# الغرفة التجارية الصناعية بمكة المكرمة
الغرفة التجارية الصناعية بمكة المكرمة تعتبر غرفة مكة المكرمة من أقدم الغرف التجارية في المملكة العربية السعودية. تأسست بعد صدر قرار مجلس الشورى بترشيح أعضاء مجلس إدارة الغرفة التجارية الصناعية بمكة المكرمة للدورة الأولى برقم 259 وتاريخ 1367/11/15هـ، وعددهم 12 مرشحاً ثم صدرت الموافقة السامية على قرار مجلس الشورى برقم 666 في 1368/01/17هـ وانعقد أول مجلس للغرفة التجارية بمكة المكرمة بدار أمانة العاصمة المقدسة، الساعة العاشرة من يوم الأحد 1368/01/20هـ.

## التأسيس
تأسست غرفة مكة المكرمة بعد صدر قرار مجلس الشورى بترشيح أعضاء مجلس إدارة الغرفة التجارية الصناعية للدورة الأولى وعددهم 12 مرشحاً برقم 259 وتاريخ 1367/11/15هـ، ثم صدرت الموافقة السامية على قرار مجلس الشورى برقم 666 في 1368/01/17هـ.

## الأهداف
- تقديم خدمات مميزة للمنتسبين.
- تطوير بيئة العمل داخل الغرفة.
- تطوير قطاعات الأعمال بمكة المكرمة.
- تنمية موارد الغرفة.

## خدمات الغرفة
تسعى غرفة مكة للارتقاء بمستوى الخدمات المقدمة لمشتركيها، حيث يمكن الاستفادة من مجموعة من الخدمات المميزة ذات القيمة المضافة التي تخدم قطاع الأعمال خاصة ومجتمع مكة عامة مثل:

### خدمات التصاديق
- التصديق ورقيا
- المصادقة للغرف السعودية الأخرى
- تفعيل طلبات زيارة تجارية
- التصديق على تأشيرة استقدام عوائل الأفراد
- التصديق الإلكتروني

### الخدمات التجارية
- إصدار شهادة إعادة التصدير
- إصدار تصاريح المسابقات التجارية
- إصدار شهادة التعريف

### الخدمات القانونية
- تقديم الاستشارات القانونية
- التوفيق في الخلافات التجارية
- التحكيم
- الاحتجاجات

### الوفود التجارية
- لقاءات الوفود السعودية التجارية المغادرة
- اللقاءات الثنائية التجارية بين رجال الأعمال

### برامج الدعم
- حل المعوقات التي تواجه قطاعات الأعمال بالتعاون مع الجهات ذات العلاقة

### خدمات المنتسبين الالكترونية
- التصديق الإلكتروني.
- دليل المشتركين
- تجديد الاشتراكات
- إصدار شهادة عضوية
- تحديث البيانات

### المسؤولية الاجتماعية
- وضع برامج تحفيز للمسؤولية الاجتماعية للقطاع الخاص

### التدريب
- طلبات بنك التنمية
- الدورات التدريبية
- التدريب الرقمي

### مركز المنشآت الصغيرة والمتوسطة
- دعم رواد الأعمال والتجار من الجنسين (دارسة جدوى، استشارات مالية)

### التقييم العقاري
- التقييم في تظلمات نزع الملكيات، التقييم في قضايا المحاكم، التقييم في تظلمات نزع الملكيات...

### مركز المعلومات
- تقديم القوائم المعلوماتية حسب الطلب وعمل احصائيات

تطوير الأعمال
- إعادة تصدير
- شهادة تعريف
- تصريح مسابقات

### اللجان
- تطوير القطاعات الاقتصادية ودراسة المشاكل والقضايا والسعي لحلها

### الأسر المنتجة
- دعم مشاريع الاسر المنتجة وخلق فرص العمل وتطوير الصناعات والحرف الوطنية

### الفعاليات والمعارض
- منصة لإعتماد منظمي الفعاليات والمعارض

### ميثاق
- المزايا والخدمات والعروض والتخفيضات في بطاقة واحدة

### طلبات التمويل
- استقبال طلبات التمويل

### تحالف الكيانات الناشئة
- الحفاظ على الشركات الناشئة من خلال الاندماج والاستحواذ والاستثمار بالشراكة مع عيادات الأعمال[4]

### خدمات أخرى
- ورش عمل وفعاليات ومنتديات

## منتجات غرفة مكة
- فوانيس رقمية.[5][6][7]
- شغف.[8][9]
- معرض مكيات.[10][11][12]

## إصدارات غرفة مكة
- مجلة تجارة مكة

## معلومات الاتصال
الرقم الموحد: 920011121
المقر الرئيسي: مكة المكرمة حي التخصصي طريق مكة جدة السريع.
غرف تجارية سعودية أخرى
- مجلس الغرف السعودية.
- الغرفة التجارية الصناعية بالرياض
- الغرفة التجارية الصناعية بجدة
- الغرفة التجارية الصناعية بمكة المكرمة.
- الغرفة التجارية الصناعية بالشرقية
- الغرفة التجارية الصناعية بالمدينة المنورة
- الغرفة التجارية الصناعية بتبوك
- الغرفة التجارية الصناعية بالباحة.
- الغرفة التجارية بمنطقة القصيم